# 大江学翁
大江 学翁（おおえ がくおう、生年不明 - 明治30年〈1897年〉2月1日）とは、明治時代の浄土宗の僧侶。

## 来歴
姓は大江、俗名は不詳。伊勢国山田（現在の三重県山田）の欣浄寺の住職で河鍋暁斎の門人でもあった。絵や書を好み特に仏画を得意としており、主に源空上人図などを描いた。明治10年（1877年）9月、愛知県宝飯郡音羽町赤坂（現豊川市赤坂町）の長福寺の住職兼教導職中講義の時に、伊勢国の廃寺であった欣浄寺の本尊や日輪名号、円光大師満月像など寺宝を知恩院に預けて欣浄寺の再興運動を始める。明治15年（1882年）1月には欣浄寺再興の官許を得、まず伊勢国倭町の常明寺の境内に仮堂を設け、知恩院から預けていた寺宝などを還遷、この寺の住職となって本堂建設のために浄財を募りながら各地を巡回し始める。
『河鍋暁斎絵日記』によれば、明治20年（1887年）の5月と6月分をまとめた本の冒頭部分に「勢州山田欣浄寺大江学翁」と記されたメモや、同年6月6日、6月11日、6月16日などの部分に「伊勢」、「伊勢大江学翁」、「いせ山田」など学翁に関する記述がみられる。これにより同年頃、施主への返礼揮毫に対応するために暁斎に入門し、仏画などを学習したとされる。この年の8月22日の部分には暁斎宅を去る学翁の様子が描かれており、この間に暁斎から与えられた手本を持って一度伊勢へ帰り、また各地巡回の旅に出たという。翌明治21年（1888年）5月22日、根岸に移った暁斎の家を再び訪れ上京の挨拶をし、依頼した手本の前金50銭を渡した。翌日「中国聖賢図」と見られる手本を受け取っている。『河鍋暁斎絵日記』に学翁が描かれているのはここまでであり、暁斎最後の門人だったようである。学翁は多くの仏画、花鳥画を描き施主に贈ったとされるが、それらの作品は残っていない。学翁による自著資料としては長福寺住職時代の署名と、弘経寺所蔵の「火用心」と記された版木のみである。この裏面には「円光大師廿五霊場御詠歌」と書かれている。
『暁斎画談外篇』巻之上には暁斎画の「大江学翁和尚仏画を描くの図」として、学翁が羽織姿で無造作に襟巻を首に巻き付け、仏画を描く様子が描かれている。背後にかけられた表装前の青鷺図、蓮華に座り念仏する法然上人の図も学翁の作品とみられる。一見して60歳前後と見られ、短い顎鬚が目立ち恰幅の良い和尚であったようである。
その後明治22年（1889年）9月、漸く倭町に欣浄寺本堂が落成し、欣浄寺再興第一世・壱誉学翁上人と称される。翌明治23年4月10日には長崎県長崎市加治屋町の大音寺の第十九世住職に転任となり、明治27年（1894年）9月5日には茨城県水海道市（現常総市）豊岡の弘経寺に赴任、弘経寺第七十二世住職となっている。その三年後の明治30年2月1日、弘経寺にて死去。享年不詳。位牌には「法蓮社権僧正壱誉上人貫阿無碍学翁大和尚」と記す。